# 피에타

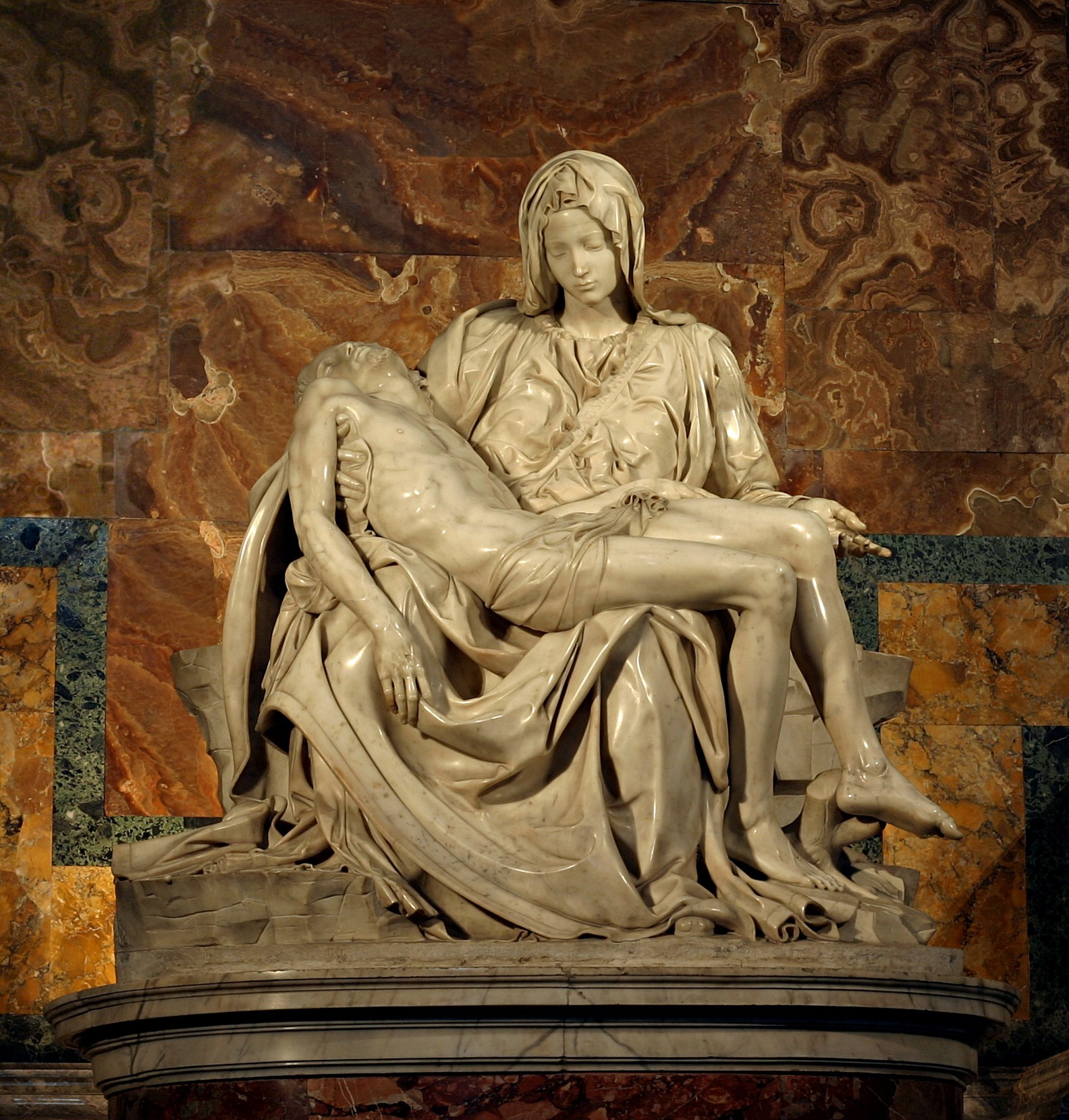
미켈란젤로의 피에타. (성 베드로 대성당, 로마)

피에타(이탈리아어: Pietà)는 이탈리아어로 슬픔, 비탄을 뜻하는 말로 기독교 예술의 주제 중의 하나이다. 주로 성모 마리아가 십자가에서 내려진 예수 그리스도의 시신을 떠안고 비통에 잠긴 모습을 묘사한 것을 말하며 주로 조각작품으로 표현된다.
14세기경 독일에서 처음 나타났고 그 특유한 비장미와 주제로 인해 곧 많은 예술가들이 자주 표현하는 주제로 널리 퍼져나갔다. 보통 예수와 슬픔에 잠긴 마리아만을 묘사하지만 때로는 다른 인물들이 등장하기도 한다.
유명한 피에타로는 성 베드로 대성당에 있는 미켈란젤로의 피에타 조각상이 있다.

## 사진첩

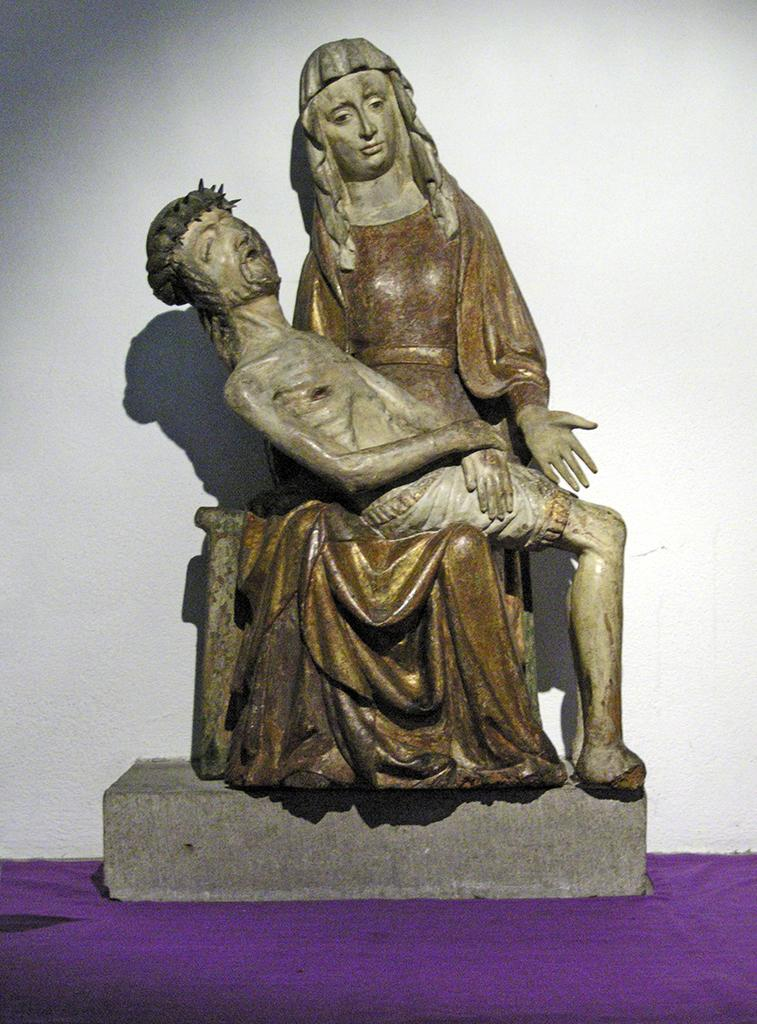
독일의 나무 피에타
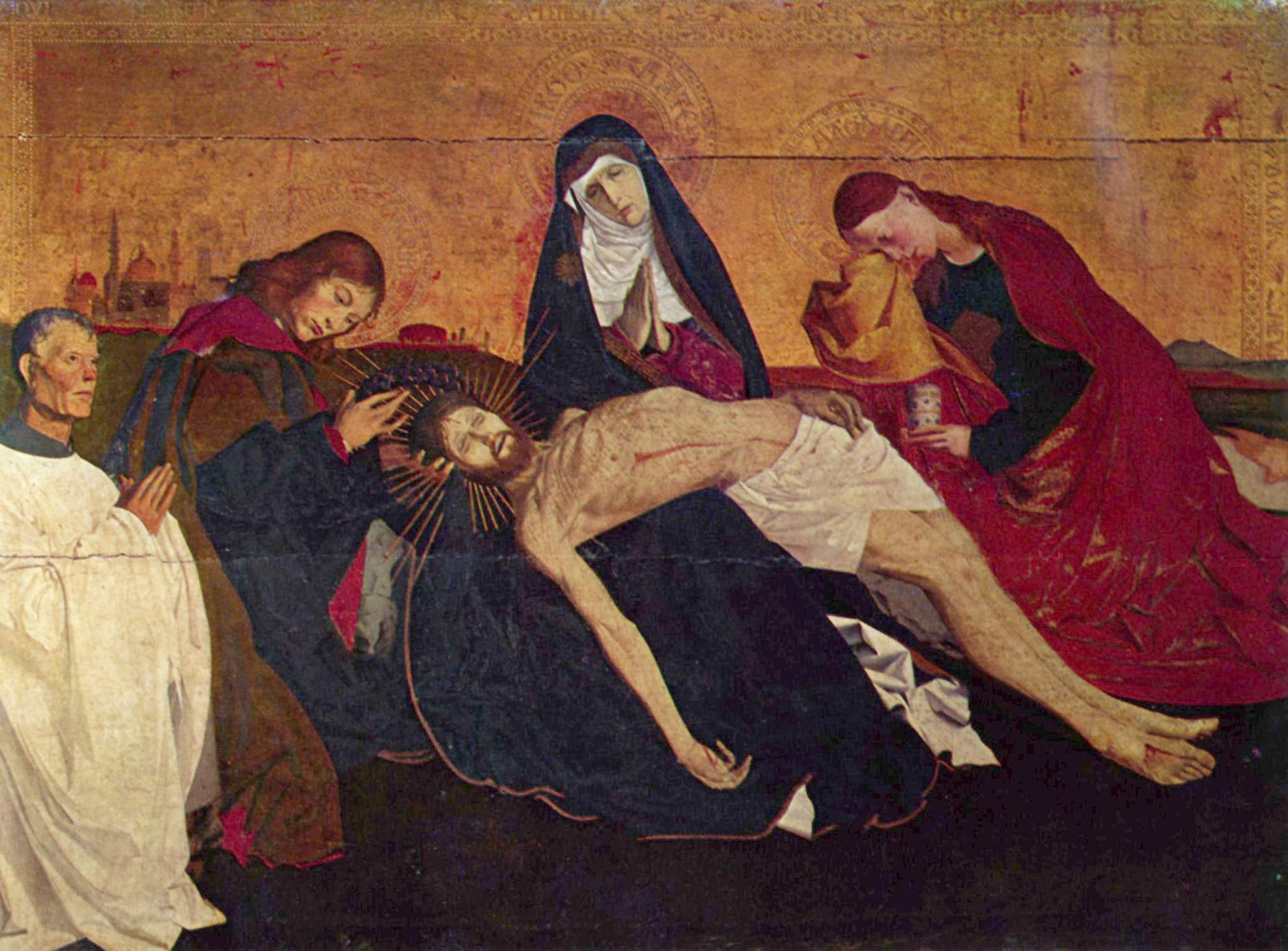
아비뇽의 피에타 (15세기)
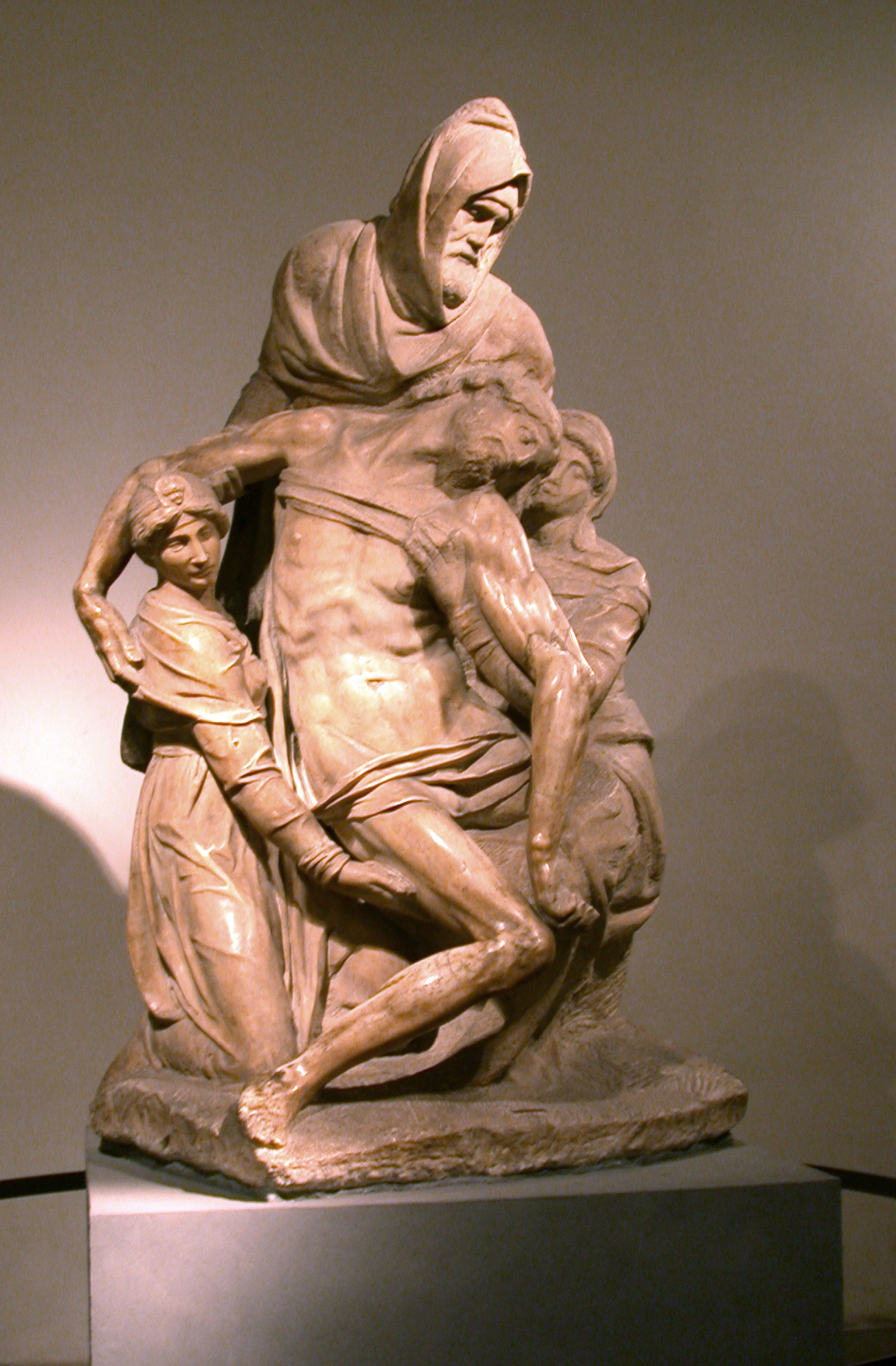
미켈란젤로의 또 다른 피에타 (피렌체)
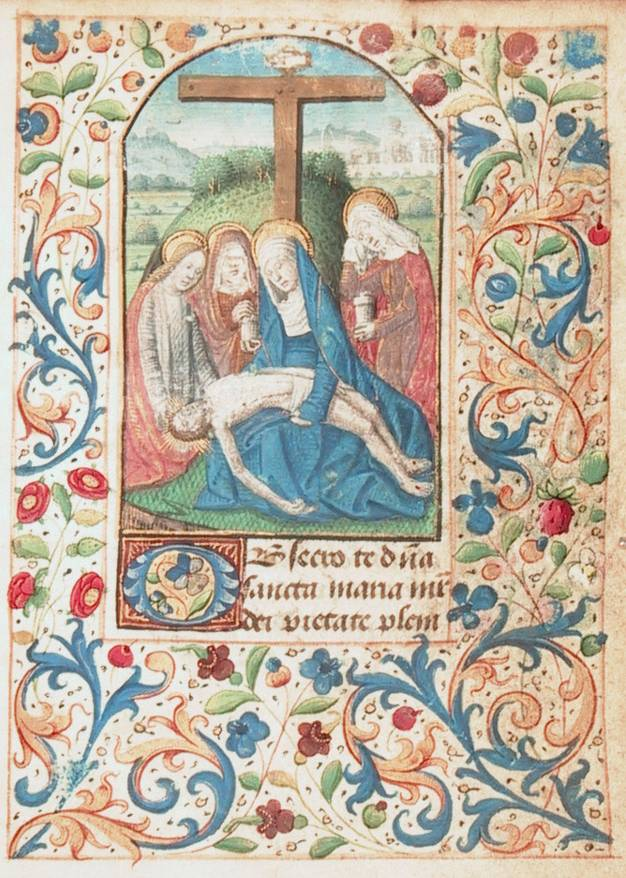
15세기 기도서의 피에타
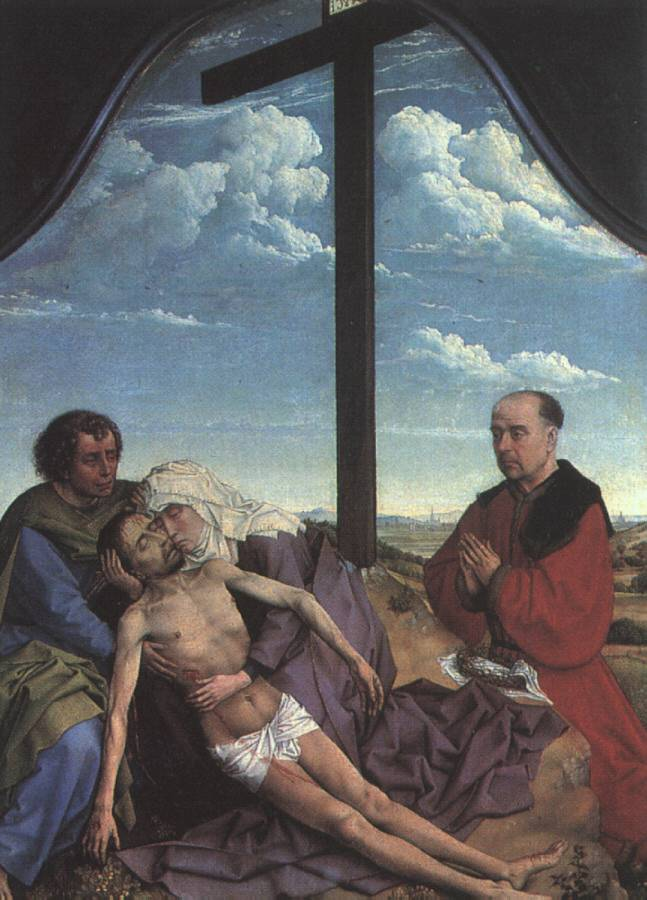
로기에르 반 데르 베이덴의 피에타 (마드리드)
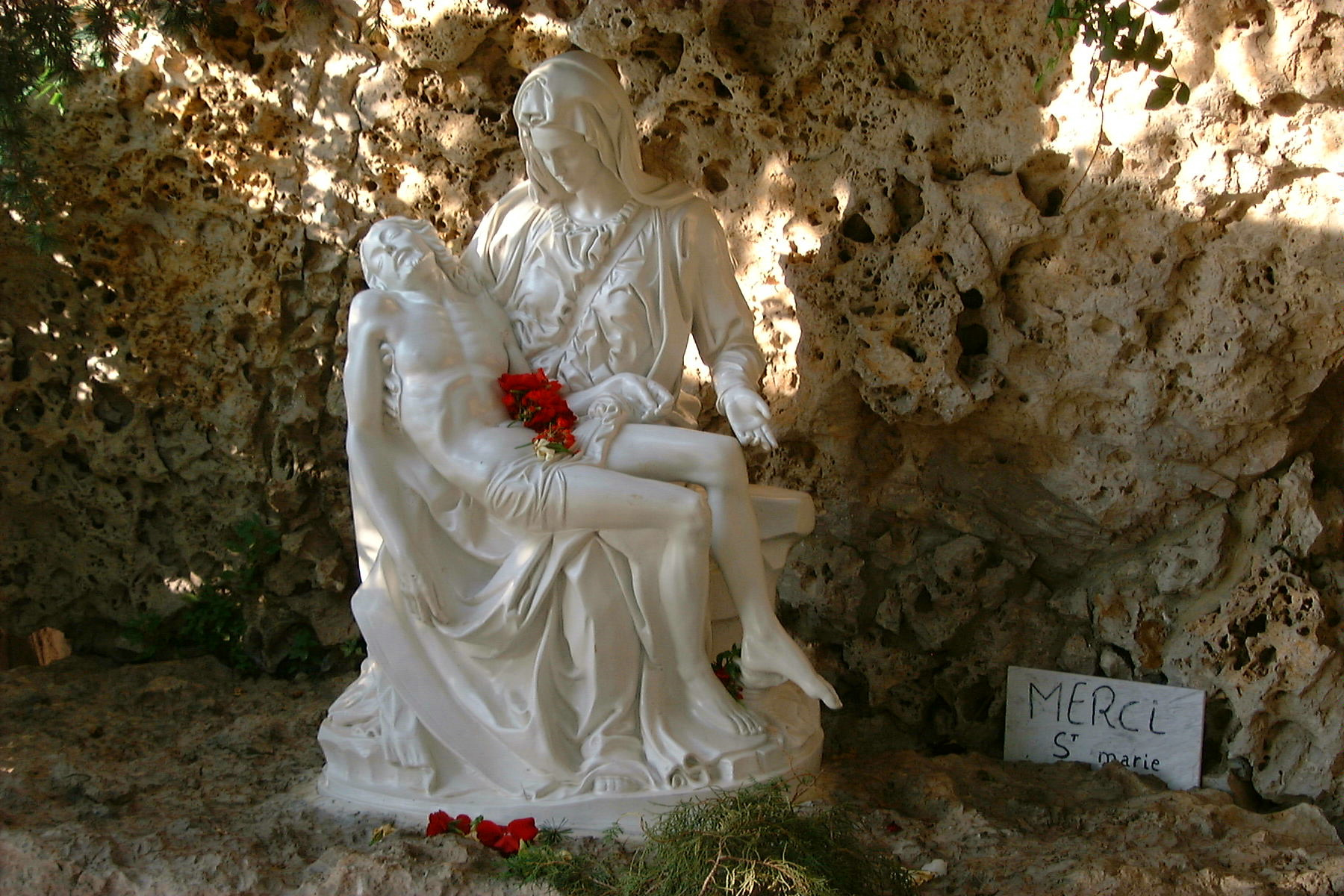
레바논 하리사의 피에타
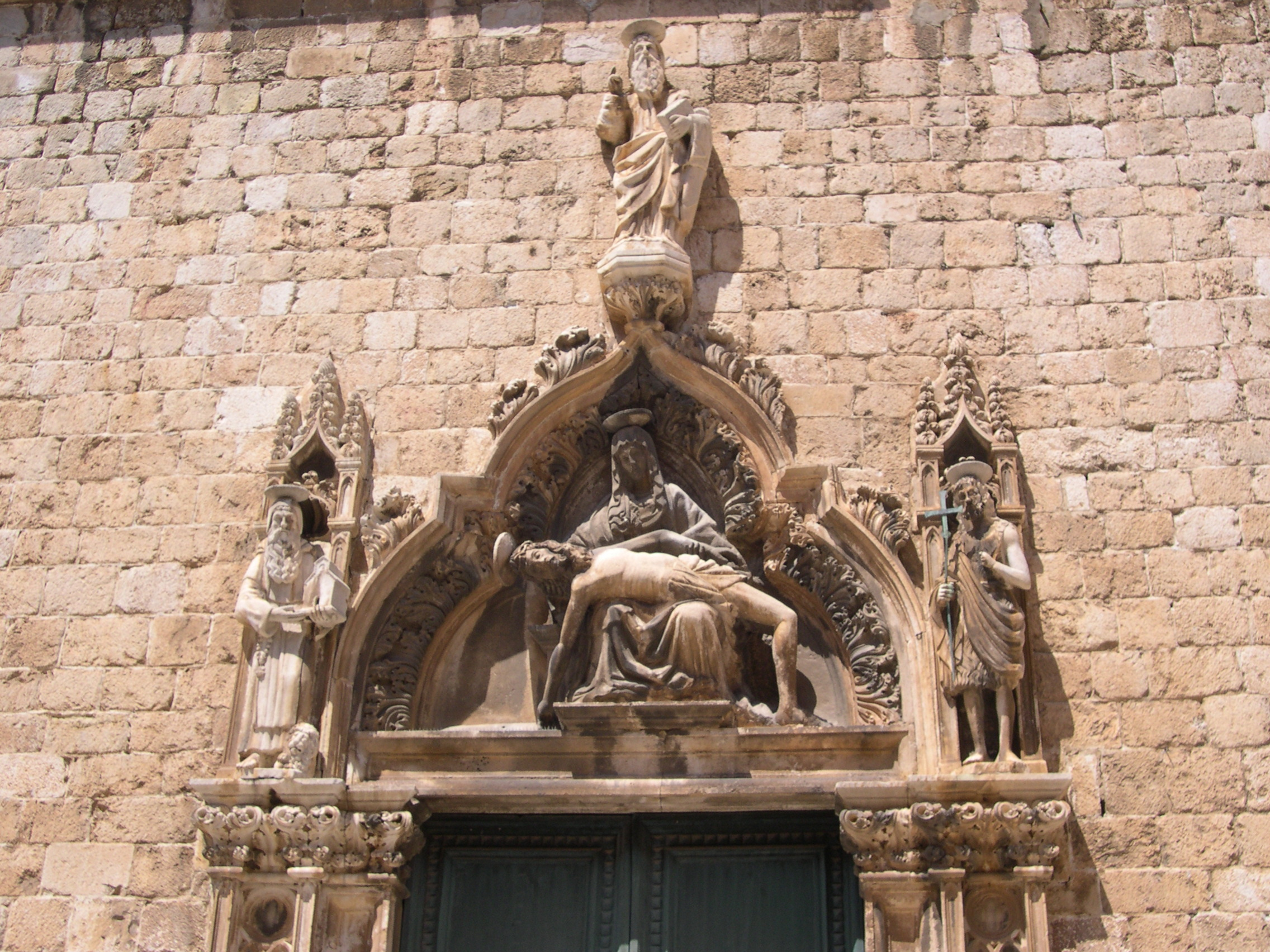
두브로브니크 교회의 문에 장식된 피에타

## 같이 보기
- 그리스도상
- 피에타 (미켈란젤로)